# NGC 675
NGC 675 est une galaxie spirale située dans la constellation du Bélier. NGC 675 a été découverte par l'astronome américain Lewis Swift en 1886.

## Caractéristiques
Sa vitesse par rapport au fond diffus cosmologique est de 4 815 ± 20 km/s, ce qui correspond à une distance de Hubble de 71,0 ± 5,0 Mpc (∼232 millions d'al).
NGC 675 présente une large raie HI.